# Epx
Epx (erhvervs- og professionsrettet gymnasieuddannelse) er en kommende dansk gymnasial uddannelse, der er planlagt til at starte i august 2030. Ungdomsuddannelsen vil være en blanding af praktisk og teoretisk undervisning. Den vil være toårig med mulighed for et års overbygning. Uddannelsen er ikke mindst beregnet for unge, der ikke er afklarede med, hvilken uddannelsesvej, de ønsker at gå. Den vil blandt andet afløse den hidtidige hf-eksamen, som samtidig afskaffes, men det er også tanken, at den nye uddannelse skal tiltrække både unge, der ellers ville have gået i det almene gymnasium (stx), og unge, der ellers ikke ville have taget en gymnasial uddannelse.
Epx vil give direkte adgang til erhvervs- og en række korte videregående uddannelser (erhvervsakademiuddannelser). Den treårige epx vil give adgang til alle professionsbacheloruddannelser, mens adgang til akademiske bacheloruddannelser kan fås via efterfølgende suppleringskurser. 
Etableringen af epx er del af en reform af ungdomsuddannelserne i Danmark, som blev besluttet af et folketingsflertal i februar 2025. 
Et karaktergennemsnit på 2 ved folkeskolens afgangseksamen vil give adgang til epx. Børne- og Undervisningsministeriet forventede ved aftalen om oprettelsen af epx, at der i 2035 vil gå ca. 20.000 elever på epx. Heraf ville ca. halvdelen ifølge regeringens tal ellers ikke have taget en gymnasial uddannelse, mens den anden halvdel alternativt ville have taget en af de hidtididige gymnasiale uddannelser (hf, stx, hhx eller htx).
Det er tanken, at elever, der fuldfører epx, vil kunne få en grøn studenterhue.

## Baggrund
Et formål med oprettelsen af epx har været at give unge et mere praktisk orienteret alternativ til det almene gymnasium, hvor de fortsat har en mulighed for at kunne udskyde det endelige valg om, hvad de vil uddanne sig til og arbejde med fremover, og hvor de kan tage en ungdomsuddannelse tæt på deres bopæl og opleve et stærkt ungdomsmiljø. Samtidig er det tanken, at epx-uddannelsen, der især i mindre byområder forventes samlokaliseret med stx-uddannelser, skal sikre, at der på længere sigt fortsat kan eksistere ungdomsuddannelser i hele landet, selvom antallet af unge på hver fødselsårgang forventes at blive mindre fremover.

## Epx-uddannelsens formål
Formålet med uddannelsen er at forberede unge til de erhvervs- og professionsrettede uddannelser, men samtidig også holde dørene åbne for alle videre uddannelsesveje. Derfor er der hovedvægt på at kombinere praksisorienterede med teoretiske tilgange.

## Epx-uddannelsens indhold
På epx-uddannelsen skal eleverne det første år vælge sig ind på en faglig linje, f.eks. "velfærd og sikkerhed", "håndværk og teknik" eller "handel og kontor". Eleverne går i klasser, som er sammensat efter disse linjer. Hensigten er, at eleverne dermed kommer til at gå sammen med andre unge med fælles interesser. Epx-uddannelsen har fag som dansk, matematik og engelsk og derudover fag, der er knyttet til den valgte linje, eksempelvis virksomhedsøkonomi eller teknologi. Der kan også være fag, der handler om materialelære eller iværksætteri. Undervisningen er praksisorienteret med blandt andet virksomhedsbesøg, projektarbejde og en række andre aktiviteter udenfor skolen. Det teoretiske niveau på en del af fagene vil svare til C-, B- eller A-niveau på stx og hhx.
I 2.g skal eleverne fortsætte i stamklassen, men vælge mellem henholdsvis en erhvervsforberedende og en studieforberedende retning. Vælger man den sidstnævnte, har man efterfølgende mulighed for at tage 3.g i form af en etårig overbygning på epx. Overbygningen vil give adgang til alle erhvervsakademi- og professionsbacheloruddannelser, eksempelvis bygningskonstruktør, sygeplejerske og folkeskolelærer. Desuden kan man efter eller eventuelt samtidig med overbygningen tage en udvidet fagpakke, der giver adgang til akademiske bacheloruddannelser på universitetet. Det udvidede fagpakkeforløb kan tage op til seks måneder, hvis man tager det efter overbygningsåret.

## Epx-uddannelsernes geografiske placering
Forligets ambition var at placere den kommende epx-uddannelse i 87 byområder i landet, hvilket omtrent svarede til de steder, der i forvejen havde gymnasiale uddannelser. Det er tanken, at epx en del steder skal placeres på den samme skole som andre gymnasieuddannelser som hhx eller stx. Derudover kan epx-uddannelser også oprettes på landbrugsskoler og private gymnasier. Et delformål med uddannelsesreformen har dermed også været at sikre, at der fortsat vil være et elevgrundlag til en bæredygtig gymnasial uddannelsesinstitution i en række mindre byer, selvom ungdomsårgangene forventes at blive mindre fremover.

## Aftalen om oprettelse af epx
Oprettelsen af epx var resultatet af et aftale 18. februar 2025 mellem Regeringen Mette Frederiksen II (Socialdemokratiet, Venstre og Moderaterne) og de to oppositionspartier Socialistisk Folkeparti og Dansk Folkeparti om en reform af ungdomsuddannelserne. Udover oprettelsen af epx indebar reformen også blandt andet en afskaffelse af Hf-eksamen (hf) og en skærpelse af adgangskravet til stx, hhx og htx fra et karaktergennemsnit på 5 til et snit på 6 fra folkeskolens afgangseksamen.